# Провінції Росії
Провінції були другорядними адміністративно територіальними одиницями Московського царства в 1719—1721 роках і Російської імперії в 1721-1780-их років.

## Провінції на 1719 рік
Поділ губерній на провінції було законодавчо закріплено 29 травня 1719 року указом Петра I «Про устрій губерній і про визначення в них правителів». Згідно з цим указом губернії ділилися на наступні провінції:
| губернія                    | провінції |
| --------------------------- | --- |
| Азовська губернія           | Бахмутська провінція, Воронізька провінція, Єлецька провінція, Тамбовська провінція, Шацька провінція |
| Архангелогородська губернія | Архангелогородська провінція, Вологодська провінція, Галіцька провінція, Устюзька провінція |
| Казанська губернія          | Казанська провінція, Пензенська провінція, Свіязька провінція, Уфимська провінція |
| Київська губернія           | Бєлгородська провінція, Київська провінція, Орловська провінція, Севська провінція |
| Московська губернія         | Володимирська провінція, Калузька провінція, Костромська провінція, Московська провінція, Переслав-Заліська провінція, Переяслав-Рязанська провінція, Суздальська провінція, Тульська провінція, Юр'єво-Польська провінція                              |
| Нижньогородська губернія    | Алатирська провінція, Арзамаська провінція, Нижньогородська провінція |
| Ризька губернія             | Ризька провінція, Смоленська провінція |
| Санкт-Петербурзька губернія | Білозерська провінція, Великолуцька провінція, Виборзька провінція, Нарвська провінція, Новгородська провінція, Пошехонська провінція, Псковська провінція, Санкт-Петербурзька провінція, Тверська провінція, Углицька провінція, Ярославська провінція |
| Сибірська губернія          | Вятська провінція, Солікамська провінція, Тобольська провінція |

## Провінції на 1728 рік
У 1724 році з Тобольської провінції були виділені Єнісейська та Іркутська провінції. У 1726 році Ризька губернія була розділена на Ризьку й Смоленську, а провінції в ній скасовані.
1725 року Азовська губернія перейменована на Воронізьку зі збереженням її провінціального поділу.
В ході реформи 1727 року Бєлгородська, Орловська та Севська провінції відійшли до новоствореної Бєлгородської губернії, а у Київській губернії провінцій не залишилося. 3 провінції Санкт-Петербурзької губернії (Пошехонська, Углицька й Ярославська) відійшли до Московської губернії (Пошехонська провінція була скасована), й 5 провінцій (Білозерська, Великолуцька, Новгородська, Псковська, Тверська) були виділені в новостворену Новгородську губернію. Нарвська провінція відійшла до Ревельської губернії й була скасована. Вʼятська і Солікамська (перейменована на Пермську) провінції перейшли з Сибірської губернії до Казанської.
1728 року, через тривалі утиски башкир від казанських татар Уфимську провінцію без Мензелінська виведено зі складу Казанської губернії до особливого ведення Сенату.
| Провінції на 1728 рік       | Провінції на 1728 рік |
| губернія                    | провінції |
| --------------------------- | --- |
| Архангелогородська губернія | Архангелогородська провінція, Вологодська провінція, Галіцька провінція, Устюзька провінція |
| Бєлгородська губернія       | Бєлгородська провінція, Орловська провінція, Севська провінція |
| Воронізька губернія         | Бахмутська провінція, Воронізька провінція, Єлецька провінція, Тамбовська провінція, Шацька провінція |
| Казанська губернія          | Вятська провінція, Казанська провінція, Пензенська провінція, Свіязька провінція, Солікамська провінція |
| Московська губернія         | Володимирська провінція, Калузька провінція, Костромська провінція, Московська провінція, Переслав-Заліська провінція, Переяслав-Рязанська провінція, Суздальська провінція, Тульська провінція, Углицька провінція, Юр'єво-Польська провінція, Ярославська провінція |
| Нижньогородська губернія    | Алатирська провінція, Арзамаська провінція, Нижньогородська провінція |
| Новгородська губернія       | Білозерська провінція, Великолуцька провінція, Новгородська провінція, Псковська провінція, Тверська провінція |
| Санкт-Петербурзька губернія | Виборзька провінція, Санкт-Петербурзька провінція |
| Сибірська губернія          | Єнісейська провінція, Іркутська провінція, Тобольська провінція |
| у віданні Сенату            | Уфимська провінція |

## Провінції на 1745 рік
У 1733—1740 роках Уфимська провінція знову у складі Казанської губернії.
15 березня 1744 року Ісетську й Уфимську провінції передали до складу новоутвореної Оренбурзької губернії.
| Провінції на 1745 рік       | Провінції на 1745 рік |
| губернія                    | провінції |
| --------------------------- | --- |
| Архангелогородська губернія | Архангелогородська провінція, Вологодська провінція, Галіцька провінція, Устюзька провінція |
| Бєлгородська губернія       | Бєлгородська провінція, Орловська провінція, Севська провінція |
| Воронізька губернія         | Бахмутська провінція, Воронізька провінція, Єлецька провінція, Тамбовська провінція, Шацька провінція |
| Казанська губернія          | Вятська провінція, Казанська провінція, Кунгурська провінція, Пензенська провінція, Свіязька провінція, Симбірська провінція |
| Московська губернія         | Володимирська провінція, Калузька провінція, Костромська провінція, Московська провінція, Переслав-Заліська провінція, Переяслав-Рязанська провінція, Суздальська провінція, Тульська провінція, Углицька провінція, Юр'єво-Польська провінція, Ярославська провінція |
| Нижньогородська губернія    | Алатирська провінція, Арзамаська провінція, Нижньогородська провінція |
| Новгородська губернія       | Білозерська провінція, Великолуцька провінція, Новгородська провінція, Псковська провінція, Тверська провінція |
| Оренбурзька губернія        | Оренбурзька провінція, Ставропольська провінція, Уфимська провінція |
| Сибірська губернія          | Єнісейська провінція, Іркутська провінція, Тобольська провінція |

## Провінції на 1775 рік
1765 року Бахмутську провінцію розділено між новоствореними Слобідсько-Українською й Новоросійською губерніями й збережено у Новоросійській губернії у 1765—1775 роках, після чого вона відносилась до другої Азовської губернії у 1775—1783 роках.
25 грудня 1769 року у Казанській губернії створено Саратовську провінцію.
Після першого поділу Польщі у 1772 році з приєднаних земель була утворена Псковська губернія (центр у Опочці), до якої були віддані Великолуцька й Псковська провінції з Новгородської губернії.
1773 року у Новгородській губернії утворена Олонецька провінція.
7 листопада 1775 року поділ губерній на провінції було скасовано, але вони продовжували існувати в міру реформування губерній до 1780-х років, коли їх перейменовано на округи.
| Провінції на 1775 рік       | Провінції на 1775 рік |
| губернія                    | провінції |
| --------------------------- | --- |
| Азовська губернія           | Азовська провінція, Бахмутська провінція |
| Архангелогородська губернія | Архангелогородська провінція, Вологодська провінція, Галіцька провінція, Устюзька провінція |
| Бєлгородська губернія       | Бєлгородська провінція, Орловська провінція, Севська провінція |
| Воронізька губернія         | Воронізька провінція, Єлецька провінція, Тамбовська провінція, Шацька провінція |
| Виборзька губернія          | Виборзька провінція, Кексгольмська провінція, Кюмєнєгорська провінція |
| Іркутська губернія          | Іркутська провінція, Удінська провінція, Якутська провінція |
| Казанська губернія          | Вятська провінція, Казанська провінція, Пензенська провінція, Пермська провінція, Саратовська провінція, Свіязька провінція, Симбірська провінція |
| Могильовська губернія       | Могильовська провінція, Мстиславська провінція, Оршанська провінція, Рогачовська провінція |
| Московська губернія         | Володимирська провінція, Калузька провінція, Костромська провінція, Московська провінція, Переслав-Заліська провінція, Переяслав-Рязанська провінція, Суздальська провінція, Тульська провінція, Углицька провінція, Юр'єво-Польська провінція, Ярославська провінція |
| Нижньогородська губернія    | Алатирська провінція, Арзамаська провінція, Нижньогородська провінція |
| Новгородська губернія       | Білозерська провінція, Новгородська провінція, Олонецька провінція, Тверська провінція |
| Новоросійська губернія      | Катерининська провінція, Єлисаветградська провінція, Кременчуцька провінція |
| Оренбурзька губернія        | Ісетська провінція, Оренбурзька провінція, Уфимська провінція |
| Псковська губернія          | Великолуцька провінція, Вітебська провінція, Двінська провінція, Полоцька провінція, Псковська провінція |
| Ризька губернія             | Ризька провінція, Єзельська провінція |
| Сибірська губернія          | Єнісейська провінція, Тобольська провінція |
| Слобідська губернія         | Харківська провінція, Охтирська провінція, Ізюмська провінція, Острогозька провінція, Сумська провінція |